# Música cristã
Música cristã é originada dos hinários protestantes tais como Salmos e Hinos (mais antigo hinário editado no Brasil, de 1861), Hinos e cânticos (o segundo mais antigo, de 1876), Cantor Cristão (primeiro hinário oficial das igrejas Batistas no Brasil, de 1891), Harpa Cristã (hinário oficial das Assembléias de Deus no Brasil, de 1922), Novo Cântico (hinário oficial da Igreja Presbiteriana do Brasil, de 1977), Hinário para o Culto Cristão (segundo hinário oficial das igrejas Batistas no Brasil, de 1991), entre outros, que por sua vez vêm das traduções e adaptações de músicas evangélicas de outros países, principalmente dos EUA, Reino Unido e Alemanha.
Muitas destas músicas foram compostas durante a explosão do protestantismo no final do século XIX. Elas geralmente falam de Jesus, de Deus e do Espírito Santo.
O alcance da música cristã contemporânea, no Brasil, cresceu muito devido às publicações feitas em plataformas de compartilhamento de vídeos, como o Youtube, postadas tanto por usuários comuns como pelos artistas. Assim também como os blogs de músicas, que contribuíram significativamente para o aumento da audiência do gênero.